# New England Motor Carriage Company
Die New England Motor Carriage Company war ein US-amerikanischer Hersteller von Fahrrädern und kurzzeitig eines Dampfwagens. Dessen Markenname lautete New England, evtl. mit dem Zusatz Steamer.

## Unternehmensgeschichte
Das Unternehmen wurde im Februar 1898 mit dem für diese Zeit und Branche enormen Kapital von 1 Million US-Dollar in Boston (Massachusetts) formell gegründet und hatte seinen Sitz in gemieteten Räumlichkeiten an der 31 State Street.
Verbindungen sind weder zur Waltham Automobile Company (Dampfwagen der Marken Waltham Steam und American Steam), noch zur Waltham Watch Company (Uhren der Marke Waltham Watch) bekannt. Hingegen scheinen die Gründer, Alfred N. Goodhue, W. P. Burnell, Charles A. Skerry, William A. Ingham und Francis M. Young, mit dem Fahrradhersteller American Waltham Manufacturing Company in Waltham verbunden gewesen zu sein, denn die Produktion von Comet-Fahrrädern scheint in beiden Betrieben geführt worden zu sein.
Der Prototyp wurde möglicherweise gemeinsam mit einem Elektroauto entwickelt, letzteres aber nicht weiter verfolgt. Im Mai 1899 bezog das Unternehmen Anlagen in Waltham (Massachusetts) und konzentrierte sich auf den Bau des Comet-Fahrrads; wahrscheinlich handelt es sich um einen Zusammenschluss mit American Waltham, wo zu dieser Zeit ebenfalls ein Dampfwagen gebaut wurde. New England verlor jedoch das Interesse an einer Automobilproduktion. So wurde der American Waltham Steamer eingestellt. Der eigene New England Steamer wurde auf Rechnung der Stanton Manufacturing Company bis 1901 am gleichen Standort in Waltham weitergebaut.

## Automobile
Der New England Steamer war ein vierrädriger, zweisitziger Runabout, dessen leichte Konstruktion vom Fahrradbau inspiriert war. Er hatte Drahtspeichenräder und einen Hebel anstelle eines Lenkrads. Die Kraft wurde von zwei kleinen Hochdruck-Dampfmaschinen, erzeugt und über eine Antriebskette auf die Hinterachse übertragen. Der Wasserkessel wurde mit Benzin befeuert. Das Fahrzeug wog nur gut 270 kg.